# Martes y Trece
Martes y Trece fue un grupo (inicialmente un trío y posteriormente un dúo) humorístico español formado por Josema Yuste, Millán Salcedo y Fernando Conde, que ha marcado una época en la historia del humor en España. Su estilo se caracteriza por sus gags esperpénticos sobre la vida cotidiana y las caricaturas de personajes famosos.
El trío hizo su primera actuación en televisión en 1978 en un programa de José María Íñigo, y debido a su éxito repitieron cuatro veces más. Fernando Conde abandonó el grupo en 1985 para dedicarse al teatro, mientras que Josema Yuste y Millán Salcedo continuaron actuando como Martes y Trece hasta 1997, año en el que presentaron su último programa especial de fin de año en TVE titulado Adós, realizado por José María Fraguas, en el que también actuó brevemente Fernando Conde.

## Orígenes
Millán y Fernando coincidieron haciendo el servicio militar en Santander, donde ya montaban breves «actuaciones» entre los compañeros. Posteriormente conocieron a Josema en la Escuela de Arte Dramático en Madrid y le propusieron la idea de formar un grupo cómico.

## Difusión
Martes y Trece debutaron en la pequeña pantalla el 3 de diciembre de 1978 en el programa Fantástico, que presentaba José María Íñigo. En los tres años siguientes serían habituales sus apariciones en espacios de entretenimiento como Aplauso. 
En 1982, Narciso Ibáñez Serrador eligió al trío para ser los nuevos «tacañones» en la nueva etapa de Un, dos, tres... responda otra vez que se estaba preparando, la primera presentada por Mayra Gómez Kemp, y Millán llegó incluso a grabar una presentación caracterizado como señora de Tacañón del Todo que llegó a emitirse. Sin embargo, a última hora Chicho cambió de opinión y eligió a las hermanas Hurtado para el papel.  Durante los primeros programas de esa etapa, Martes y Trece aparecerían como cómicos en la subasta.
El salto a la televisión fue lo que les encumbró, desde ciertos programas especiales para fin de año. A través de sketches basados en personajes públicos, caricaturizaban con estilo propio las escenas habituales de la televisión y radio. El más famoso fue el de la empanadilla de Móstoles, en la Nochevieja de 1985-1986, en el que recreaban la llamada de una oyente al programa de radio Encarna de noche, donde a través de diferentes cambios de información, la conversación se hacía cada vez más absurda y delirante, haciendo sufrir a la locutora, Encarna Sánchez, que llega a perder los nervios. Fueron sus primeras intervenciones en programas de Nochevieja, aunque antes habían aparecido en otros programas como Aplauso. En 1988 fueron los presentadores de la gala de fin de año ¡Hola, hola 89!
Posteriormente llegaron los especiales humorísticos de Nochevieja, los primeros de los cuales fueron escritos por ellos mismos y dirigidos por Rafael Galán, y que desde 1989 hasta la disolución del grupo en 1997 (excepto en 1993, cuando Los Morancos protagonizaron el especial de humor y la gala posterior fue presentada por Cruz y Raya) llenaron de risas los momentos finales del año, previos a las campanadas de la Puerta del Sol (que en 1990 también presentaron ellos mismos). Estos fueron A por uvas (1989), ¡Venga el 91! (1990), El 92 cava con todo (1991), Martes y 13 en directo (1992), ¡Fíjate! (1994), A Belén pastores (1995), Emisión Imposible (1996) y Adós (1997), realizado por José María Fraguas.
También realizaron programas especiales no emitidos en Nochevieja, como A ver, a ver (1991), Que te den concurso (1992) y Vísperas y festivos (1995).
El éxito de audiencia de sus especiales de Nochevieja hizo que TVE les concediera su propio programa semanal, Viéndonos, que combinaba actuaciones con sketches del dúo cómico. Tuvo un éxito irregular, con dieciocho emisiones. En ese programa hicieron una entrevista surrealista a Madonna en 1992.
En 1994 tuvieron un nuevo programa semanal, El retonno, de menor éxito.
También probaron suerte en la gran pantalla con su participación en varias películas: Ni te cases ni te embarques, La loca historia de los tres mosqueteros, Aquí huele a muerto... (¡Pues yo no he sido!) y El robobo de la jojoya.
En 2008, el trío se reencontró en el programa de La 1 Yo estuve allí. En 2011, Josema Yuste y Millán Salcedo participaron en la campaña de Campofrío titulada Cómicos, que reunía a un gran número de humoristas españoles en un homenaje a Miguel Gila. En 2013 aparecieron en el programa Hay una cosa que te quiero decir en Telecinco y volvieron a actuar juntos brevemente en un homenaje al humorista Manolo de Vega. En 2014 volvieron a reencontrarse en el programa El pueblo más divertido en La 1 presentado por Millán Salcedo y Mariló Montero, en el que Josema Yuste participaba como padrino de Cadalso de los Vidrios. En 2015 fueron entrevistados en los programas Qué tiempo tan feliz, de Telecinco, y Alaska y Segura, de La 2. En 2016, Josema Yuste y Millán Salcedo asistieron como invitados a El hormiguero en Antena 3 el 18 de enero, el trío original volvió a reunirse para participar en una campaña publicitaria de Mahou y Josema Yuste y Millán Salcedo fueron entrevistados en Telecinco en dos ocasiones: el 23 de mayo por Bertín Osborne en el programa Mi casa es la tuya y el 30 de diciembre en el programa Sálvame Deluxe. En la Nochevieja de 2019, Josema y Millán volvieron a actuar juntos brevemente en un sketch del programa especial de José Mota, y en 2021 fueron entrevistados en los programas La noche D el 16 de febrero y La Sexta noche el 13 de marzo.

## Historial

### Programas de televisión
- 1991 A ver, a ver
- 1992 Que te den concurso
- 1992-1993 Viéndonos
- 1994 El retonno
- 1995 Vísperas y festivos

### Especiales de Nochevieja

#### Galas musicales de fin de año
- 1988 ¡Hola, hola 89!

#### Programas especiales de humor en Nochevieja
- 1989 A por uvas
- 1990 ¡Venga el 91!
- 1991 El 92 cava con todo
- 1992 Martes y 13 en directo
- 1994 ¡Fíjate!
- 1995 A Belén pastores
- 1996 Emisión imposible
- 1997 Adós

### Reencuentros
(Fernando, Josema y Millán) 
- 2008 Yo estuve allí, La 1
- 2016 Campaña Mahou

(Josema y Millán) 
- 2011 Cómicos, campaña de Campofrío
- 2013 Hay una cosa que te quiero decir, Telecinco
- 2014 El pueblo más divertido, La 1
- 2015 Qué tiempo tan feliz, Telecinco
- 2015 Alaska y Segura, La 1
- 2016 El hormiguero, Antena 3
- 2016 Mi casa es la tuya, Telecinco
- 2016 Sálvame Deluxe, Telecinco
- 2021 La noche D, La 1
- 2021 La Sexta noche, La Sexta

### Películas
- Sentados al borde de la mañana, con los pies colgando (1978)
- Ni te cases ni te embarques (1982)
- La loca historia de los tres mosqueteros (1983)
- La corte de Faraón (1985)
- Aquí huele a muerto… (Pues yo no he sido) (1989)
- El robobo de la jojoya (1991)